# Crișcăuți
Crișcăuți è un comune della Moldavia situato nel distretto di Dondușeni di 1.348 abitanti al censimento del 2004